# Макаровский район (Киевская область)
Мака́ровский райо́н (укр. Мака́рівський райо́н) — упразднённая административная единица на западе Киевской области Украины. Административный центр — пгт Макаров.

## География
Площадь — 1353 км².
Основные реки — Здвиж.
Район граничит на севере с Бородянским, на юге — с Фастовским районами Киевской области, на западе — с Радомышльским и Брусиловским районами Житомирской области, на востоке — с Киево-Святошинским и Васильковским районами Киевской области.

## История
4 марта 1959 года к Макаровскому району был присоединён Бышевский район.
17 июля 2020 года в результате административно-территориальной реформы вошёл состав новообразованного Бучанского района (кроме Бышевской сельской общины, включённой в Фастовский район).

## Демография
Население района составляет 48 438 человек (данные 2006 г.), в том числе в городских условиях проживают около 13 616 человек. Всего насчитывается 69 населённых пунктов.

## Административное устройство
Количество советов:
- поселковых — 2
- сельских — 36

Количество населённых пунктов:
- посёлков городского типа — 2
- сёл — 67

## Населённые пункты
Список населённых пунктов района, упорядоченный по алфавиту, находится внизу страницы
| - Кодрянский поселковый совет пгт Кодра - Макаровский поселковый совет пгт Макаров село Зуровка село Калиновка село Фасовочка - Андреевский сельский совет село Андреевка село Червоная Горка - Боровский сельский совет село Боровка село Лисица село Садки-Строевка село Шнуров Лес - Бышевский сельский совет село Бышев село Горобиевка село Лубское село Ферма - Великокарашинский сельский совет село Великий Карашин село Малый Карашин - Вольненский сельский совет село Вольное село Юровка - Гавронщинский сельский совет село Гавронщина - Грузчанский сельский совет село Грузское село Веселая Слободка - Забуянский сельский совет село Забуянье село Волосинь село Макаровская Буда село Соболевка - Козичанский сельский совет село Козичанка - Колонщинский сельский совет село Колонщина село Берёзовка село Марьяновка село Николаевка - Комаровский сельский совет село Комаровка - Копыловский сельский совет село Копылов село Севериновка - Королёвский сельский совет село Королёвка село Новомировка село Ферма - Липовский сельский совет село Липовка село Лозовик | - Лишнянский сельский совет село Лишня село Осыково - Людвиновский сельский совет село Людвиновка - Маковищенский сельский совет село Маковище село Вышеград - Марьяновский сельский совет село Марьяновка - Мостищенский сельский совет село Мостище - Мотыжинский сельский совет село Мотыжин - Наливайковский сельский совет село Наливайковка село Почепин - Небелицкий сельский совет село Небелица - Нежиловичский сельский совет село Нежиловичи - Новосёлковский сельский совет село Новосёлки - Опачичский сельский совет село Новые Опачичи - Пашковский сельский совет село Пашковка село Ветровка - Плахтянский сельский совет село Плахтянка - Рожевский сельский совет село Рожев - Ситняковский сельский совет село Ситняки - Сосновский сельский совет село Сосновка село Конопельки - Фасовский сельский совет село Фасова - Червонослободский сельский совет село Червоная Слобода - Черногородский сельский совет село Черногородка - Юровский сельский совет село Юров село Заваловка село Копиевка - Яблоновский сельский совет село Яблоновка село Леоновка - Ясногородский сельский совет село Ясногородка |